# Xylophanes damocrita
Xylophanes damocrita là một loài bướm đêm thuộc họ Sphingidae. Nó được tìm thấy ở México.
Mỗi năm loài này có ít nhất hai thế hệ.
Ấu trùng có thể ăn các loài Rubiaceae và Malvaceae.